# Saint-André-lez-Lille
Saint-André-lez-Lille là một xã ở tỉnh Nord ở miền bắc nước Pháp. Xã này có diện tích 3,16 kilômét vuông, dân số năm 1999 là 10.931 người. Khu vực này có độ cao trung bình 15 mét trên mực nước biển.